# С Земли на Луну
«С Земли на Луну» (англ. From the Earth to the Moon) — американский научно-фантастический фильм 1958 года по мотивам романа Жюля Верна «С Земли на Луну прямым путём за 97 часов 20 минут» (1865).

## Сюжет
Вторая половина 1860-х годов. Оружейник Виктор Барбикен заявляет, что создал новую сверхмощную взрывчатку. В ответ ему металлург Стайвесант Николл объявляет, что изобрёл новую сверхпрочную сталь. После состоявшейся дуэли «взрывчатки против стали» Барбикена навещает Президент США, который просит промышленника свернуть производство нового взрывчатого вещества в связи с подозрением других стран, что США готовятся к войне. Однако Барбикен обнаруживает, что при взаимодействии своего изобретения с открытием Николла получается очень прочное и одновременно очень лёгкое вещество, и решает изготовить из него космический корабль для полёта на Луну.
Вскоре судно «Колумбия», использующее эти две передовые разработки, готово, и в полёт отправляются Николл, Барбикен и его помощник Бен, а также «зайцем» на него пробирается Вирджиния, дочь Стайвесанта, влюбившаяся в Бена. В процессе полёта выясняется, что набожный христианин Николл повредил корабль, так как решил, что они занимаются не богоугодным делом. Из-за неполадок корабля Бена с Вирджинией отправляют обратно на Землю в спасательном отсеке корабля, а Барбикен с Николлем совершают благополучную посадку на земной спутник.

## В ролях
- Джозеф Коттен — Виктор Барбикен, оружейник
- Джордж Сандерс — Стайвесант Николл, металлург
- Дебра Пейджит — Вирджиния Николл, дочь Стайвесанта
- Дон Даббинс[англ.] — Бен Шэйрп, помощник Виктора Барбикена
- Патрик Ноулс — Джозеф Картье
- Карл Эсмонд — Жюль Верн
- Генри Дэниелл — Моргана
- Мелвилл Купер — Бэнкрофт
- Людвиг Штоссель[англ.] — Алдо фон Метц
- Моррис Анкрум — Улисс Грант, Президент США (в титрах не указан)
- Роберт Кларк[англ.] — рассказчик за кадром (в титрах не указан)
- Лес Тремейн[англ.] — ведущий обратного отсчёта (в титрах не указан)

## Факты
Производство ленты начала кинокомпания RKO Pictures, но к моменту окончания съёмок она уже обанкротилась, в связи с чем бюджет картины сильно сократился, не были отсняты прописанные в сценарии сцены на самой Луне, спецэффекты были заменены на более дешёвые.